# Castelnuovo dell’Abate
Castelnuovo dell’Abate ist ein Ortsteil (eine Fraktion, italienisch frazione) von Montalcino in der Provinz Siena, Region Toskana in Italien.

## Geografie
Der Ort liegt ca. 8 km südöstlich des Hauptortes Montalcino und ca. 40 km südöstlich der Provinzhauptstadt Siena im Gebiet des Val d’Orcia (Orciatal). Der Ort liegt bei 385 m und hatte 2001 ca. 240 Einwohner. 2017 waren es 231 Einwohner. Der Fluss Orcia liegt kurz südlich des Ortes und bildet die Grenze zur Gemeinde Castel del Piano. Der Ort Sant’Angelo in Colle (ebenfalls Ortsteil von Montalcino) liegt ca. 5 km westlich, die Gemeindegrenze zu Castiglione d’Orcia liegt ca. 2 km östlich.

## Geschichte
Namensgebend für den Ort Castelnuovo dell’Abate (dt. Neuburg des Abtes) sind die Äbte von Sant’Antimo, die auf dem Hügel südlich der Abtei ein (neues) Kastell errichteten, das auf den Ruinen eines wesentlich älteren entstand. Die Kirche des Ortes wurde erstmals am 11. Februar 1333 erwähnt. Die Stadtmauern wurden um 1360 von der Republik Siena errichtet. Nachdem die Abtei Sant’Antimo 1462 durch Papst Pius II. aufgelöst wurde, unterstand der Ort dem Bischof von Montalcino. Am 2. Juni 1777 wurde der Ort ein Ortsteil von Montalcino.

## Sehenswürdigkeiten

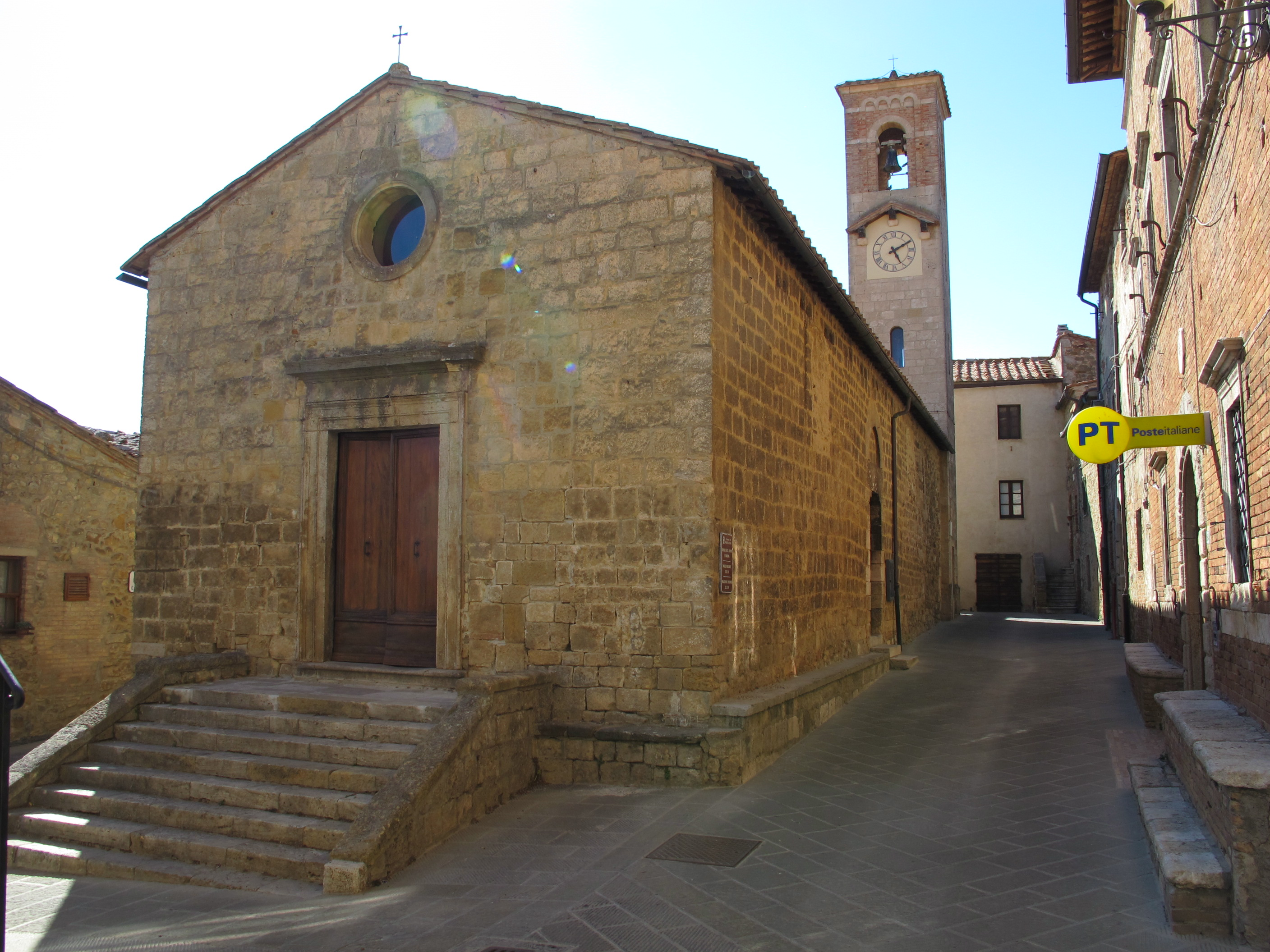
Die Pieve dei Santi Filippo e Giacomo

- Pieve dei Santi Filippo e Giacomo, Pieve im Ortskern, die erstmals 1333 dokumentiert wurde.[5] War bis ins 15. Jahrhundert dem San Giovanni gewidmet und nahm dann den heutigen Namen an. Enthält zwei Fresken des Ventura Salimbeni (Martirio di Santa Caterina d’Alessandria, Innenseite der Fassade, und Beato Pietro Petroni, eine Lünette des Seitenportals, 1597 entstanden). Die Kirche wurde 1938 im Stil der Neugotik verändert.[4]
- Palazzo del Vescovo, Gebäude im Ortskern aus dem 15. Jahrhundert.[1]
- Palazzo Bellanti, Gebäude im Ortskern aus der Spät-Renaissance.[7]
- Porta Nuova, mittelalterliches Tor der Befestigungsmauern.
- Abtei Sant’Antimo, kurz außerhalb und nördlich des Ortskerns liegende Abtei.
- Cave di Onice, ehemaliger Steinbruch ca. 1 km südlich des Ortes, in dem Alabaster abgebaut wurde. Dieser wurde beim Bau der Abtei Sant’Antimo verwendet.[8] Weitere Verwendung fanden die hier erarbeiteten Materialien im Dom von Siena und dem von Orvieto.[6]

## Verkehr
- Castelnuovo dell’Abate liegt an der Provinzstraße Strada Provinciale 55, die Montalcino mit den nördlichen Gemeinden des Monte Amiata verbindet.
- Der Bahnhof Monte Amiata (Stazione di Monte Amiata) liegt ca. 3 km südöstlich des Ortes am Fluss Orcia. Der Bahnhof war bis 1994 aktiv und lag an der Bahnstrecke Asciano–Monte Antico (Gemeindegebiet von Civitella Paganico). Heute wird der Bahnhof nur noch in den Sommermonaten mit historischen Zügen angefahren.

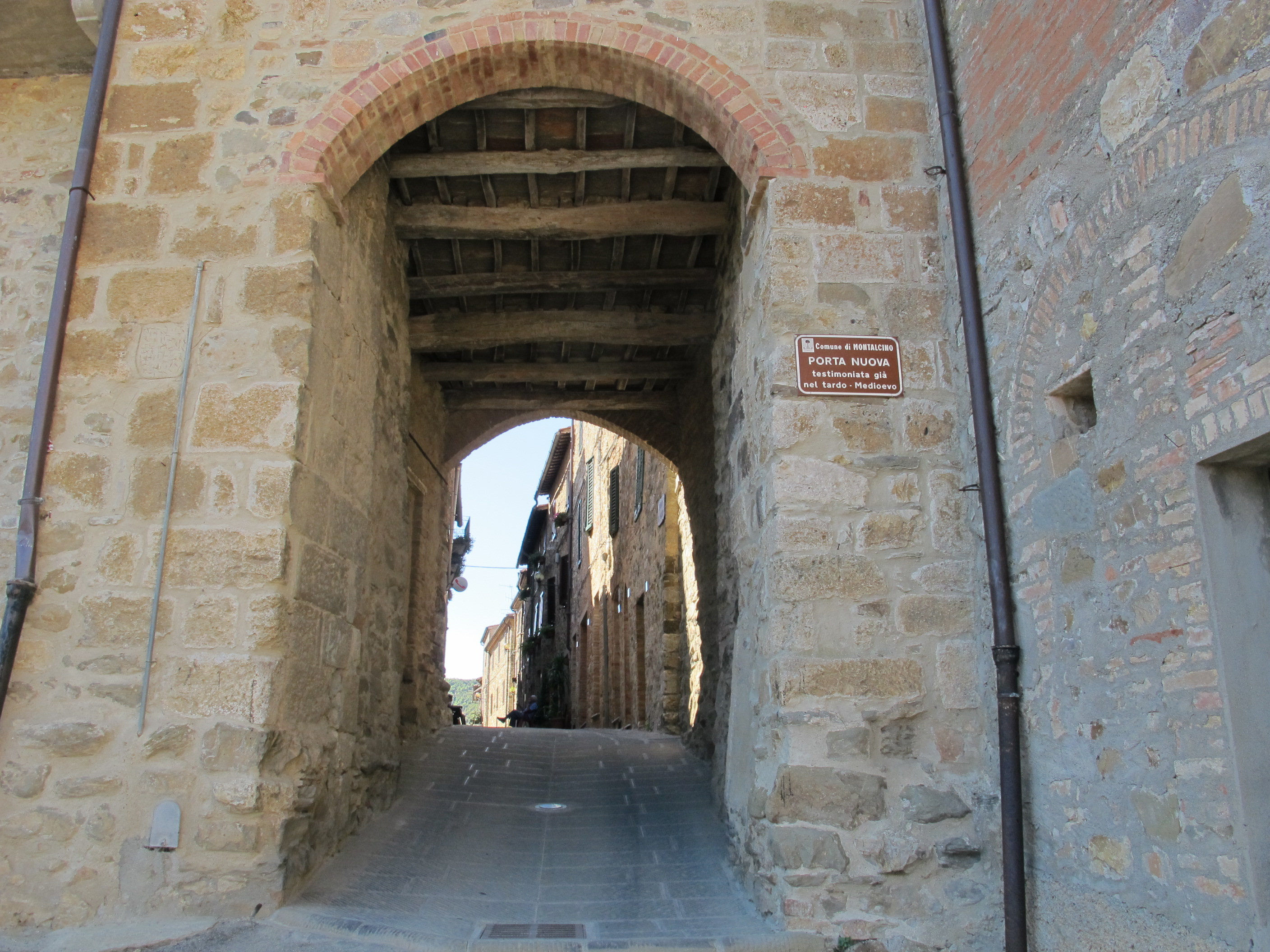
Das Eingangstor Porta Nuova
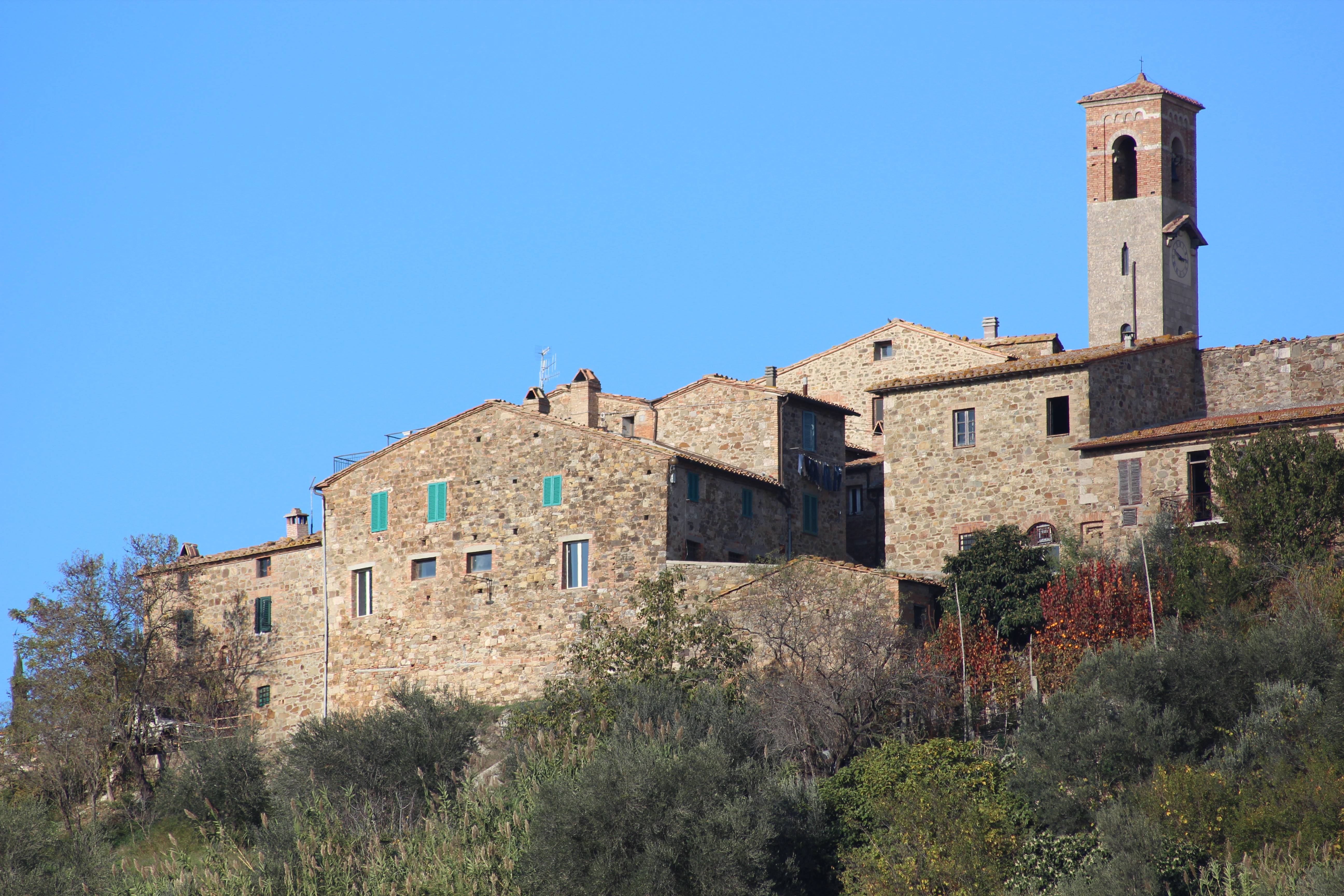
Castelnuovo dell’Abate mit dem Campanile der Pieve dei Santi Filippo e Giacomo von Südwesten gesehen
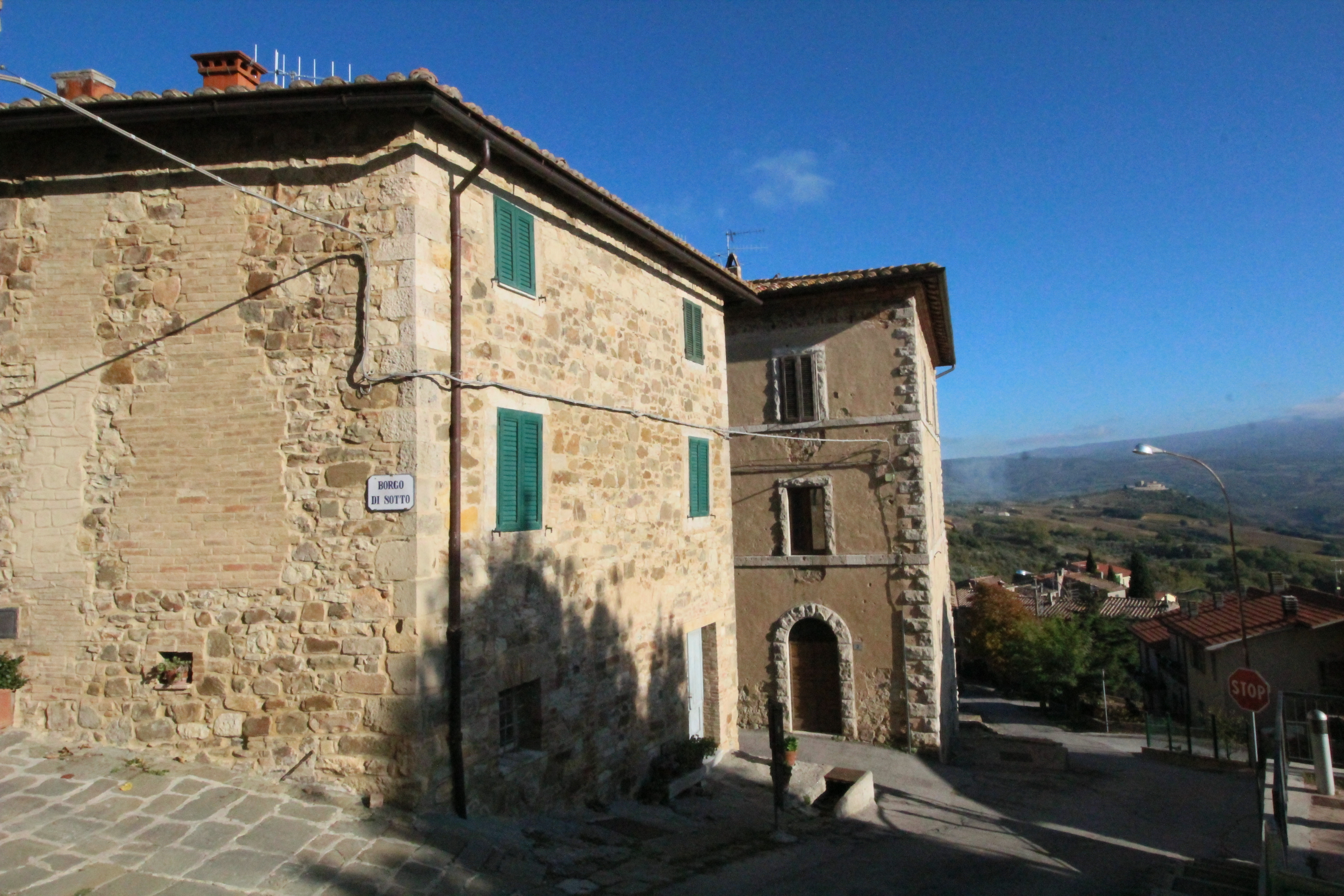
Borgo di Sotto, Häuserreihe unterhalb der Porta Nuova (Piaggia)
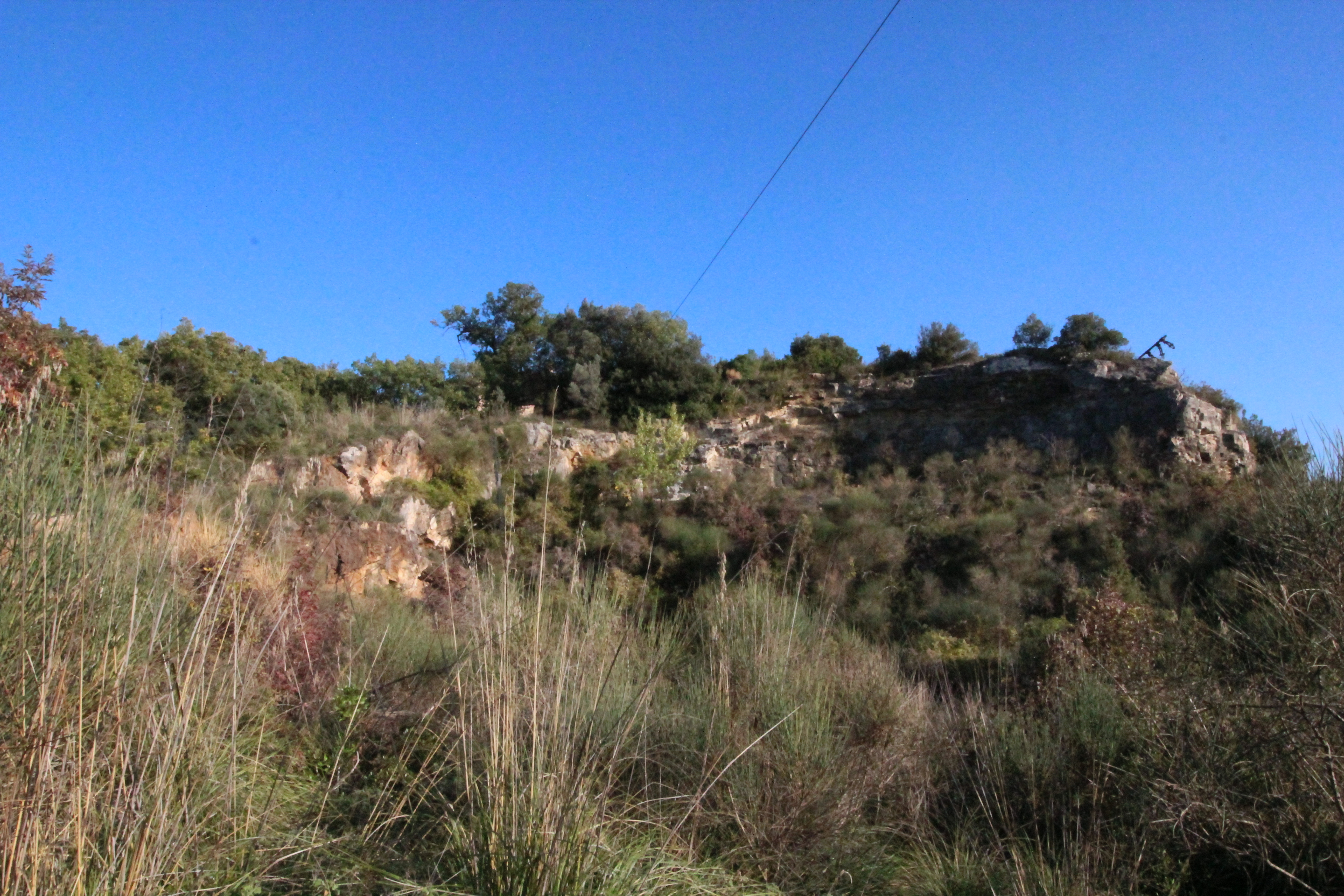
Cave di Onice, Steinbruch südlich des Ortes